# Fekete mise (film)
A Fekete mise (eredeti cím: Black Mass) 2015-ben bemutatott amerikai–brit film, melynek rendezője és producere Scott Cooper.
A történet középpontjában James ‘Whitey’ Bulger áll, aki egy bostoni gengszter volt. Bulger neve rajta volt az FBI tíz legveszélyesebb bűnözőjének a listáján is, őt Johnny Depp alakítja, aki negyedik alkalommal bújt bele egy gengszter bőrébe. A Fedőneve: Donnie Brasco-ban, a Közellenségek-ben valamint a Betépve című filmben is maffiózót alakított. A további szerepekben Joel Edgerton, Kevin Bacon, Jesse Plemons, Juno Temple és Dakota Johnson látható. A film zenéjét a népszerű elektronikus zenei előadóművész, Junkie XL szerezte. A költségvetése 53 000 000 dollár volt, a bevétele pedig 99 775 678 dollár.

## Cselekmény
Boston utcáinak egyik királyát James ‘Whitey’ Bulger-nek hívják. De nincs egyedül, sokan pályáznak a koronára, és az azzal járó hatalomra és gazdagságra. Bulger egyik régi cimborája, Connoly az FBI-nál dolgozik, és amikor felveszi vele a kapcsolatot, minden megváltozik. Connoly alkut ajánl a számára, aminek értelmében ő információkat szolgáltat az utcán zajló sötét ügyekről, cserébe pedig védettséget kap. Bulger első reakciója az, hogy ő nem akar spicli lenni, de amikor jobban átgondolja a dolgokat, rájön, hogy ezzel egyedüli szereplővé válhat a bostoni alvilági életben, ezért belemegy az alkuba. Ezt követően fellángol az üzlet, a pénz csak úgy áramlik hozzá. Az FBI is elégedett, mert eredményeket tud felmutatni. Aztán ahogy telik az idő, az FBI-nál már nem nézik jó szemmel Bulger tevékenykedését, egyrészt mert a neve sok ügyben felmerül, másrészt pedig mert már nem ad értékelhető információkat. Közellenséggé válik, és onnantól kezdve már csak idő kérdése, hogy mikor kapják el őt is.

## Szereplők
| Szerep                | Színész              | Magyar hang   |
| --------------------- | -------------------- | ------------- |
| James „Whitey” Bulger | Johnny Depp          | Kaszás Gergő  |
| John Connolly         | Joel Edgerton        | Stohl András  |
| Charles McGuire       | Kevin Bacon          | Epres Attila  |
| Kevin Weeks           | Jesse Plemons        | Orosz Ákos    |
| Deborah Hussey        | Juno Temple          | Csifó Dorina  |
| Lindsey Cyr           | Dakota Johnson       | Eke Angéla    |
| Billy Bulger          | Benedict Cumberbatch | Simon Kornél  |
| Brian Halloran        | Peter Sarsgaard      | Rába Roland   |
| Stephen Flemmi        | Rory Cochrane        | Nagypál Gábor |

## Kulisszatitkok
- John Connolly szerepére Tom Hardy is jelölt volt.
- Lindsey Cyr szerepére Jennifer Lawrence, Margot Robbie, Felicity Jones és Scarlett Johansson is jelölt volt.
- James 'Whitey' Bulger szerepére Guy Pearce is jelölt volt.
- Scott Cooper eredeti terve szerint a film három óra hosszúságú lett volna.
- Johnny Depp a film forgatása közben kilépett, de sikerült visszacsábítani és elkészülhetett a film.[1]

## Fogadtatás
A Rotten Tomatoes-on 74% a kritikusok szerint, 252 kritika alapján. Az oldal felhasználói szerint pedig 68%, 55091 szavazat alapján. A Metacritic oldalán 68/100 a kritikusok szerint, 43 kritika alapján, melyből egy darab sem negatív kritika. A világ vezető újságjai ilyen pontszámokat adtak a filmnek:
- Variety – 90/100
- Rolling Stone – 88/100
- Los Angeles Times – 80/100
- San Francisco Chronicle – 75/100
- Boston Globe – 63/100

## Elismerések
Palm Springs-i Nemzetközi Filmfesztivál (2016)
- díj: legjobb színész - Johnny Depp

Szaturnusz-díj (2016)
- jelölés: legjobb smink
- jelölés: legjobb thriller

Satellite Award (2016)
- jelölés: legjobb színész - Johnny Depp[4]